# Мейсон, Шарлотта
Шарлотта Мария Шоу Мейсон (англ. Charlotte Maria Shaw Mason; 1 января 1842 — 16 января 1923) — британский педагог и основатель движения «за домашнее обучение», автор прогрессивной образовательной методики, основанной на уважении к личности ребёнка и вере в его природные способности.
Шарлотта Мейсон внесла существенный вклад в улучшение качества образования в Англии на рубеже XIX—XX веков. Однако в течение нескольких десятилетий в английской системе образования преобладали другие взгляды на обучение и труды Шарлотты Мейсон не переиздавались. Новую жизнь методика обрела благодаря книгам «Ради детей» Сюзан Шейффер Маколи и «A Charlotte Mason Companion» Карен Андреола. Было издано шеститомное собрание трудов Шарлотты Мейсон «The Original Home Schooling Series».
Сегодня её методика пользуется большой популярностью во многих школах США, а также среди сторонников домашнего образования по всему миру. На русский язык переведена книга Сюзан Шейффер Маколи "Ради детей".

## Биография
Шарлотта Мейсон родилась 1 января 1842 года в валлийском городе Бангор. Шарлотта была единственным ребёнок в семье и проходила обучение дома под руководством своих родителей. Мать умерла, когда Шарлотте было 16 лет, отец — годом позже. В 18 лет Шарлотта поступила в единственный на то время в Англии педагогический колледж («The Home and Colonial School Society»).
С 1861 года Шарлотта начинает преподавать в школе Дэвидсон — первом дошкольном учреждении Англии. В 1864 году она содействует организации на базе него первой средней школы для девочек, где и преподает вплоть до 1871 года. Именно в эти годы формируется её видение «либерального образования для всех», согласно которому каждый ребёнок независимо от социального положения достоин на качественное, достойное обучение.
По состоянию здоровья Шарлотта Мейсон была вынуждена делать длительные перерывы в преподавании. Однако проведенные в путешествиях годы не прошли впустую. Сделанные во время них заметки легли в основу изданных в период с 1880 по 1892 год книг по географии, вошедших в серию «The Ambleside Geography Books», которая получила большую популярность среди читателей:
- «Сорок графств: их история»,
- «Страны Европы: их пейзаж и народы»,
- «Старый и Новый миры: Азия, Африка, Америка, Австралия».

В 1874 году её пригласили читать лекции в Чичестер — в Педагогический колледж Епископа Оттера, — где она оставалась в течение 5 лет. Там она читала цикл лекций, которые впоследствии были опубликованы под общим названием «Домашнее образование» (1886). Шарлотта Мейсон считала, что если дать родителям информацию об основных принципах обучения детей, то им это очень бы помогло.
Чуть позже одна из слушательниц этих лекций, миссис Фрэнсис Штейнтал загоревшись идеями либерального образования, помогла создать просветительское общество для родителей — Национальный Образовательный Союз Родителей (PNEU).
Его членами были родители, которые решили обучать детей по методике Шарлотты Мейсон. Им в помощь издавался ежемесячный «Обзор для родителей», в каждый выпуск которого входили тематические статьи про методику образования, а также про природу, здоровье, воспитание детей, обзоры книг и новости.
В 1891 году Шарлотта Мейсон переехала в Амблсайд и организовала там Дом Просвещения («House of Education») — школу для гувернанток и других работающих с маленькими детьми людей. В 1892 году была создана Школа Союза Родителей («Parents' Union School»), которую могли свободно посещать дети подписчиков «Родительского Обзора».
Чуть позже были опубликованы книги Шарлотты Мейсон:
- «Родители и дети» / «Parents and Children» (1896)
- «Школьное образование» / «School Education» (1904)
- «Быть собой»/«Ourselves» (1904)
- «Формирование характера» / «Formation of Character» (1905)

Последняя её книга «Философия образования» была издана в 1923 году. В ней она объясняет, как можно применять её методы со старшеклассниками и уточняет все основные постулаты, изложенные в предыдущих работах. Поэтому существует рекомендация начинающим хоумскулерам в самую первую очередь читать именно эту книгу.

## Философия образования
В начале каждой вышеупомянутой книги Шарлотта Мейсон приводит главные принципы, которые лучше всего демонстрируют суть её философии образования. Два ключевых девиза гласят: «Образование — это атмосфера, это дисциплина, это жизнь» и «Образование — это наука об отношениях». Она считала, что дети рождаются личностями и достойны уважения. Они также должны быть обучены «Пути воли» и «Пути разума». Девизом для студентов служила фраза «Я есть, я могу, я должен, я сделаю».

## Методы обучения
- «Живые» книги. Шарлотта Мейсон считала, что дети способны воспринимать великие идеи из первоисточника, а не с помощью адаптированных для них учебников, сухих выжимок и фактов. Она не советовала использовать для обучения «упрощенные» варианты, так как они оскорбляют ум ребёнка. «Живая» книга должна быть написана человеком, который любит то, про что пишет, обладает обширными знаниями в данной области и преподносит информацию в интересной, увлекательной манере. Объём книги при этом не так важен. Под этот критерий могут попасть в том числе некоторые школьные учебники, отвечающие вышеуказанным признакам.
- Пересказ. Один раз прочитав отрывок или главу из книги, предложите ребёнку пересказать её своими словами. Пересказ может быть устным, письменным или в форме рисунка. Не следует повторно читать отрывок и поправлять ребёнка. Ребёнок с помощью пересказа тренирует внимание, учится синтезировать и упорядочивать в голове все прочитанное и решает как лучше всего выразить это с помощью слов или образов.
- Воспитание полезных привычек. Мисс Мейсон считала этот принцип одним из важнейших в её методике и включала его в предисловие к каждой своей книге. Ссылаясь на научные исследования мозга, проводимые в то время, она утверждала, что внимание, послушание, правдивость, уравновешенность, аккуратность, доброту, уважительность, пунктуальность можно выработать путём безусловного и вдумчивого повторения, пока не произойдет адаптация структур головного мозга к привычной линии мышления.
- Ограничение длительности уроков. Шарлотта Мейсон считала, что длительность уроков для детей младшего возраста не должна превышать 20 минут, после чего следует переключиться на другой предмет так, чтобы у ребёнка не накапливалась усталость и он мог концентрировать своё внимание на происходящем.
- Изучение Библии. Дети способны понять библейскую мудрость без излишнего упрощения. Изучение происходило путём ежедневного чтения.

### Языковые дисциплины
- Изучение орфографии с помощью диктантов. Ребёнку дается предложение или отрывок из «живой» книги, в котором затем очень досконально разбираются все орфографические и пунктуационные моменты. Далее учитель диктует отрывок по одной фразе и исправляет ошибки.
- Чистописание. Детям предлагается переписать красивым почерком предложение или абзац из текста. Это упражнение кроме всего прочего способствовало тренировке внимания и аккуратности, не утомляя при этом ребёнка.
- Поэзия. При знакомстве с произведениями великих поэтов (очень часто на уроках звучали Шекспир и Плутарх) перед учениками школы Мейсон не ставилась задача разложить стихотворение по полочкам, проанализировать и, пользуясь подсказками учителя, дать критическую оценку. Наоборот, поощрялось самостоятельное осмысление учеником идей автора.
- Грамматика. Детское восприятие не готово к изучению слов как таковых, без привязки их к вещам и предметам. Поэтому лучше всего начинать изучение грамматики с десятилетнего возраста, а до этого готовить ребёнка с помощью чтения, диктантов и чистописания.
- Иностранные языки. Ученики Шарлотты Мейсон осваивали французский, немецкий и немного латынь. Уроки начинались с детских песен и историй. Изучение проходило в живой обстановке.

### Творчество
- Изучение искусства. Один из основных постулатов методики Шарлотты Мейсон «обучение — это жизнь» подразумевает то, что ребёнок достоин знакомиться с идеями великих авторов непосредственно из первоисточников, будь то книги, картины или музыкальные произведения. Изучение живописи происходит через знакомство с картинами. Ребёнок в спокойной атмосфере рассматривал работу художника, а потом устно, письменно или с помощью рисунка описывал увиденное.
- Музыкальное восприятие. Для изучения творчества определенного композитора выбиралось шесть его произведений и в течение определенного времени дети слушали их. При возможности посещали живые концерты.
- Рукоделие. Ученики мисс Мейсон знакомились с искусством работы с глиной, кожей, деревом. Детям запрещалось поручать бессмысленную работу вроде перебирания гороха, а также допускать торопливое и небрежное выполнение работы.

### Наука
- Исследование природы. Один раз в неделю уроки проводились на открытом воздухе. Кроме того, каждый день дети должны были проводить на свежем воздухе несколько часов. Дети записывали названия увиденных животных и растений, зарисовывали наблюдаемые явления природы с пометкой о дате наблюдений. Старшие школьники проводили собственные исследования экосистем, что служило отличной естественно-научной базой.
- Математика. Изучение этой науки начиналось не с решения задачек на бумаге, а с изучения прикладного аспекта этой науки, т.е с ответа на вопросы «Почему?» и «Для чего?». Широко использовался счетный материал.
- История и география. Здесь тоже действовало правило «живых» книг. Кроме того, ученики вели «Книгу веков», куда заносили все памятные даты и события.